# Service de police du Ghana
Le Service de police du Ghana (GPS) est le principal organisme chargé de l'application de la loi au Ghana. Le service est sous le contrôle du ministère ghanéen de l'Intérieur,et emploie plus de 30 000 agents dans ses 651 stations.

## Structure organisationnelle
Le service de police du Ghana opère en douze divisions : dix couvrant les dix régions du Ghana, une affectée spécifiquement au port maritime et au centre industriel de Tema, et la douzième étant la division des chemins de fer, des ports et des havres. Une division supplémentaire, l'Unité de police maritime, existe pour gérer les problèmes qui découlent de l'industrie pétrolière et gazière offshore du pays.
Le chef actuel du service de police du Ghana est l'Inspecteur général de la police (en) (IGP) Christian Tetteh Yohunu (en). Pour chacune des divisions régionales de police, il existe un commandant régional qui est responsable de toutes les fonctions opérationnelles et administratives relevant de sa juridiction. Dans les questions opérationnelles directes, le commandant régional travaille en outre en tandem avec le commandant opérationnel régional. Pour les fonctions administratives, le commandant régional est assisté par le commandant régional adjoint et l'officier régional de la criminalité. L'Inspecteur général adjoint de la police est assisté par le Directeur général de l'administration de la police et supervise les activités des commandants régionaux de la police.

### Divisions régionales
Outre le quartier général de la police nationale, toutes les divisions régionales ont des subdivisions qui leur sont subordonnées. L’objectif est de décentraliser les activités de la police régionale pour un service plus efficace et plus flexible.

### Unités spéciales
Il existe en outre des unités de police spécialisées dans toutes les divisions régionales. Le commandant régional supervise ces unités. Ces unités comprennent .
- Armes et munitions
- bureaux d'audit
- Tribunaux et poursuites
- Bureaux de la criminalité
- Violence domestique et soutien aux victimes
- Bureaux des finances
- Unité de patrouille routière
- Force mobile (dans huit régions)
- Unité de la circulation et des transports motorisés
- Écoles de formation policière (dans cinq régions).
- Direction des affaires publiques
- Force de déploiement rapide
- Escadron monté[4].

### Unité de police maritime
En avril 2011, le service de police du Ghana a mis en place une unité spéciale de police maritime (MPU). L'unité a parmi ses fonctions les opérations de police liées à l'industrie pétrolière et gazière du pays, et le traitement des infractions contenues dans la loi sur la pêche de 2002 et le règlement sur la pêche de 2011.
L'unité Marine a été inaugurée à Takoradi le 21 juin 2013 par le vice-président Kwesi Amissah-Arthur. L'unité exploite deux patrouilleurs de 9 mètres (P1 et P2) et quatre bateaux pneumatiques rigides de 6,3 mètres (P3, P4, P5 et P6).

### Escadron monté
Le 12 août 2021, le service de police du Ghana a lancé une opération de patrouille à cheval dans le cadre de l'unité d'escadron monté du service de police du Ghana. Cette unité effectuerait des patrouilles dans certaines parties sélectionnées d'Accra, au Ghana .

### Autre
Le service de police du Ghana dispose d'un club de football féminin appelé le Police Ladies Football Club, qui a été créé en 2007. Le club joue dans la Ghana Women's Premier League, la ligue de football féminin de premier niveau,.

## Inspecteur général de la police
Le chef actuel du service de police du Ghana est l'Inspecteur général de la police (en) (IGP) Christian Tetteh Yohunu (en).

## Grades de la police ghanéenne
- Inspecteur général de la police
- Inspecteur général adjoint
- Commissaire
- commissaire adjoint
- commissaire adjoint
- Commissaire divisionnaire
- Directeur
- surintendant adjoint
- surintendant adjoint
- inspecteur en chef
- Inspecteur
- Sergent
- Corporel
- Caporal
- Gendarme

## Galerie

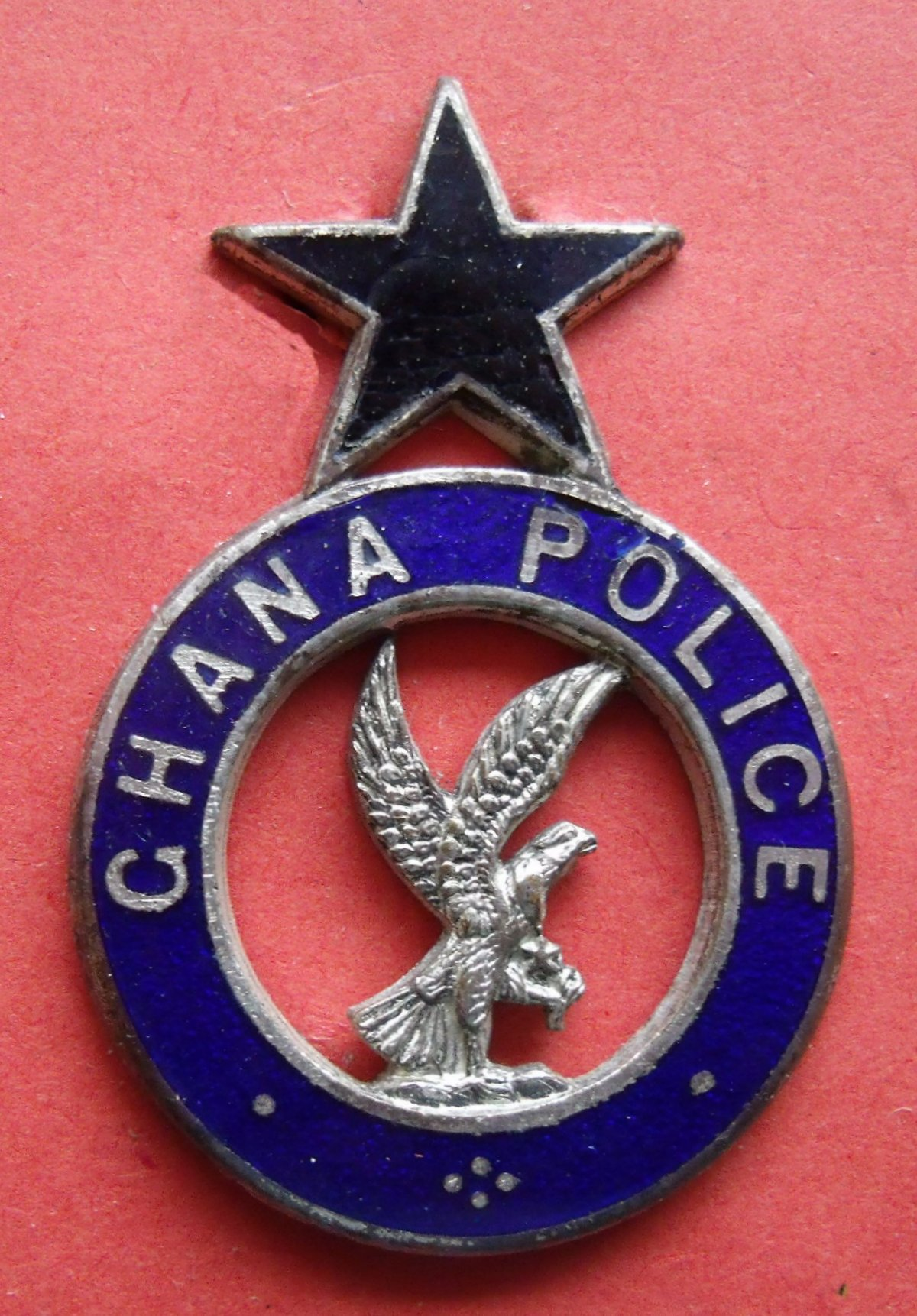
Insigne du service de police du Ghana.
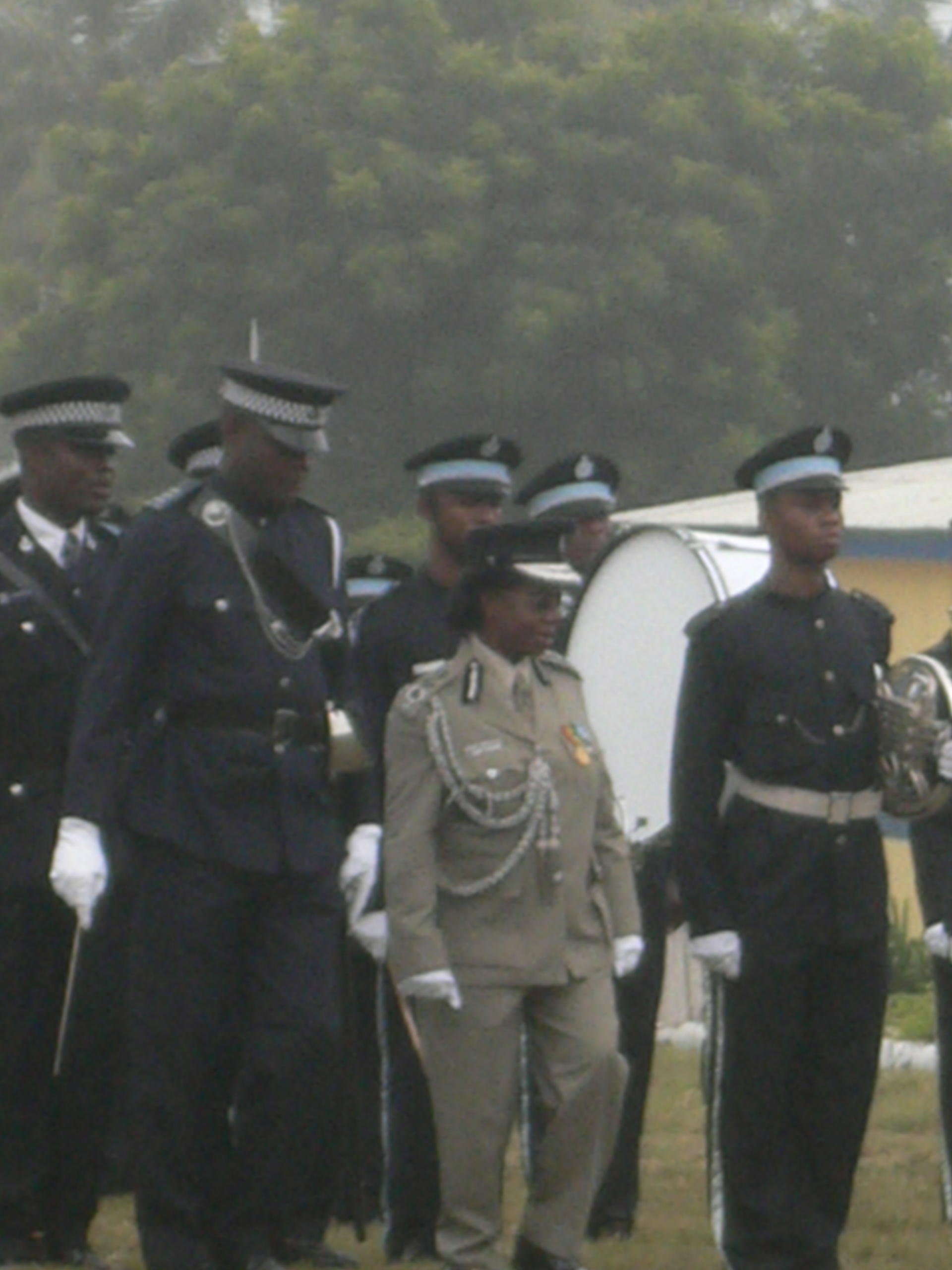
Officiers et Académie (en) du service de police du Ghana.
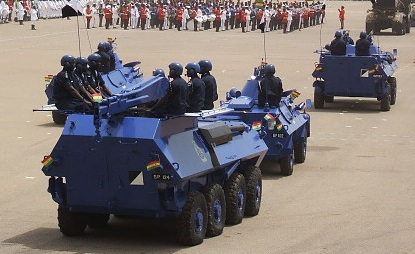
Service de police du Ghana Mowag Piranha I 8x8, MOWAG Roland (en) et Mowag Piranha I 4x4.
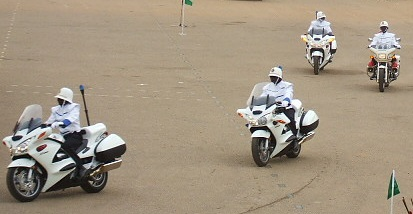
Motos et estafettes (en) du service de police du Ghana.
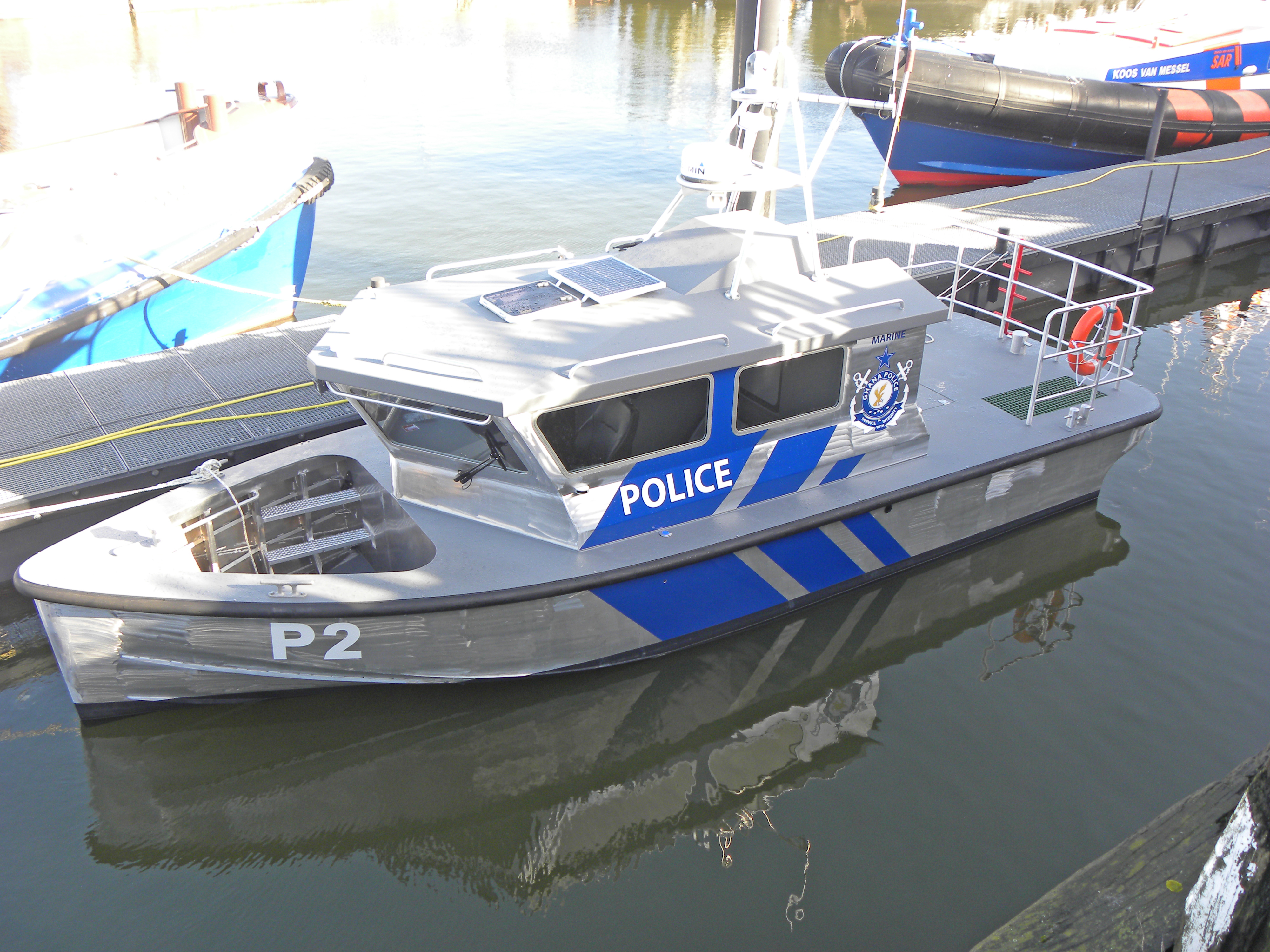
Bateau de patrouille P2 de l'unité de police (MPU).
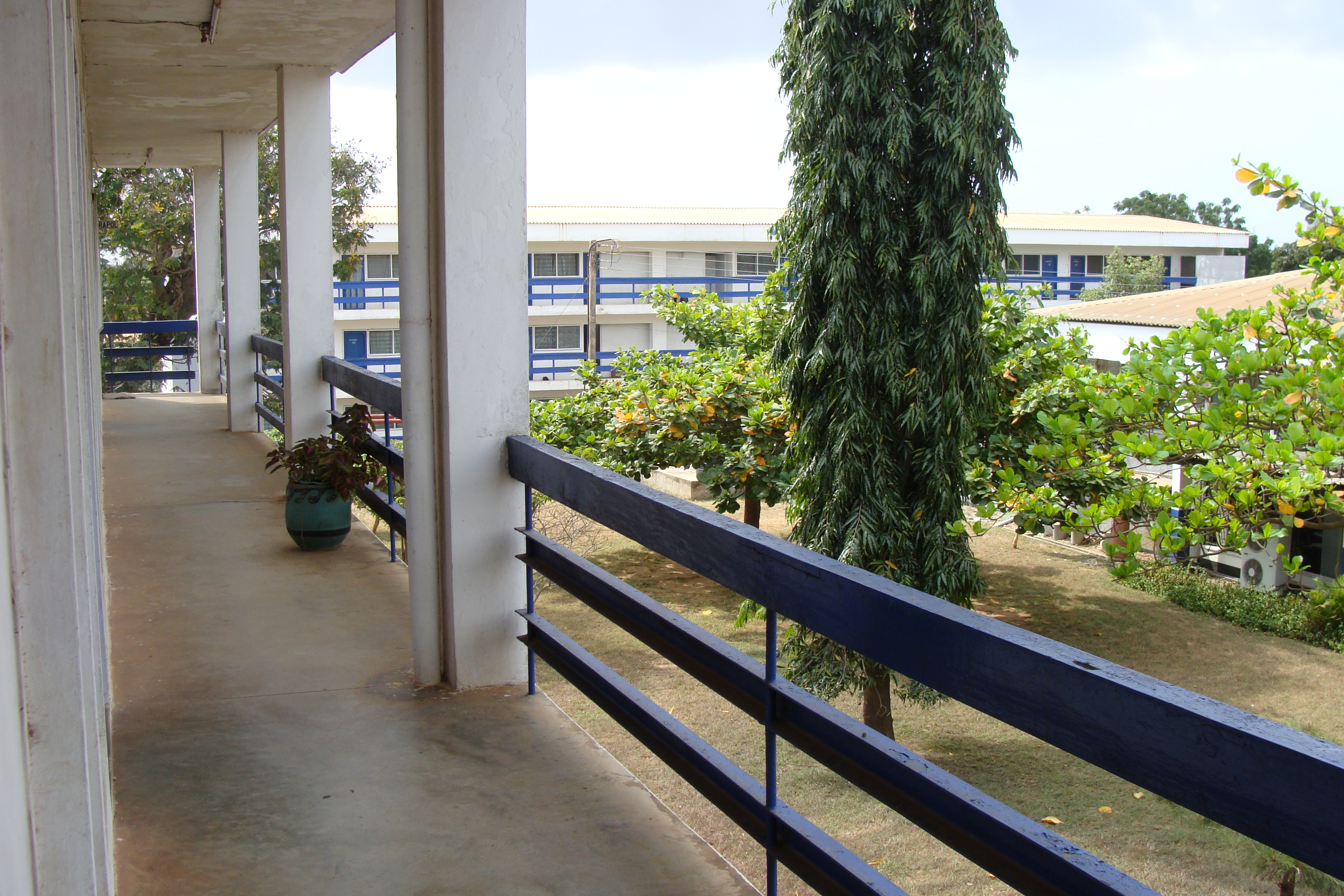
Installations du Collège de police du Ghana, à Accra